# Fritz Wöss
Pour les articles homonymes, voir Weiss et Woss (homonymie).
Friedrich Weiss né à Vienne le 19 février 1920 et mort dans cette même ville le 3 février 2004 , est un écrivain autrichien qui a publié sous le pseudonyme de Fritz Wöss. Il est par ailleurs engagé en politique et militant écologiste.

## Biographie
Après l'occupation de l'Autriche par les troupes allemandes, Friedrich Weiss est enrôlé à l'âge de 18 ans dans la Wehrmacht. Il est engagé en France lors de la prise de la ville de Dunkerque et participe à l'occupation de la Normandie. Par après, il sert dans le groupe d'armées Nord lors de l'attaque de l'Union soviétique (Opération Barbarossa). En décembre 1941, il est commandant de batterie, mais est blessé au combat près de la ville de Volkhov, au sud du lac Ladoga. Après un séjour à l'hôpital, il est envoyé sur le front de l'Est, et est agent de liaison auprès de la 20e division roumaine. Après la bataille de Stalingrad, il est fait prisonnier par l'armée soviétique le 29 janvier 1943.
En 1948, il étudie le droit à Vienne et obtient un doctorat. En 1951, il est fonctionnaire à la Commission des écoles à Vienne.
À l'automne 1957, il auto-édite le premier volume de sa trilogie Hunde, wollt ihr ewig leben.
Les éditions Paul Zsolnay acquièrent les droits et publient, jusqu'en 1964, sa trilogie. Le fait que sa première œuvre connaisse une version cinématographique (Chiens, à vous de crever !) et qu'il subisse une polémique dans les pays de langue allemande font que ses ouvrages sont connus dans le monde entier.
En 1960, Friedrich Weiss est directeur à l'Université des sciences agricoles (de) à Vienne. Il inspire les étudiants par ses idées de démocratie directe et fonde avec des professeurs, des assistants et des étudiants une communauté d'intérêts pour la démocratie directe articulée autour d'une constitution qui permettrait aux citoyens d'avoir un pouvoir de codécision et une coresponsabilité dans l'État.
En 1968, il fonde l'Union pour la démocratie directe et, le 5 avril 1973, le mouvement politique et écologiste Choix pour les initiatives citoyennes communautaires et de protection de l'environnement, le Wahlgemeinschaft für Bürgerinitiativen und Umweltschutz (de) (WFU).
Mort le 3 février 2004, il est enterré le 8 mars 2004 au cimetière de Grinzing, à Döbling, un arrondissement de Vienne.

## Œuvre

### En allemand
- Hunde, wollt ihr ewig leben, Zsolnay, Wien, 1958
- Der Fisch beginnt am Kopf zu stinken, Zsolnay, Wien, 1960
- Die Deutschen an die Front, Zsolnay, Wien, 1964
- Der Wahrheit eine Gasse, WIP Wöss Int. Publ., Wien, 1994